# أغتشة قشلاق
أغتشة قشلاق هي قرية في مقاطعة خوي، إيران. عدد سكان هذه القرية هو 408 في سنة 2006.